# 명일초등학교
명일초등학교는 대한민국 부산광역시 강서구에 있는 공립 초등학교이다.

## 연혁
- 2019년 3월 1일 : 개교